# Pareumelea hortensiata
Pareumelea hortensiata är en fjärilsart som beskrevs av Achille Guenée 1858. Pareumelea hortensiata ingår i släktet Pareumelea och familjen mätare. Inga underarter finns listade i Catalogue of Life.